# Xestospongia emphasis
Xestospongia emphasis är en svampdjursart som först beskrevs av de Laubenfels 1954.  Xestospongia emphasis ingår i släktet Xestospongia och familjen Petrosiidae.
Artens utbredningsområde är Palau. Inga underarter finns listade i Catalogue of Life.